# 上海市静安区闸北中心医院
上海市静安区闸北中心医院前身是上海市闸北区中心医院，是位於中華人民共和國上海市靜安區中華新路的一家二級甲等綜合性醫院。該醫院面积42亩，建筑面积6.2万平方米。

## 歷史
1954年，上海市閘北門診部成立。1955年由上海市立第五人民醫院領導。1957年由北站醫院領導。1960年4月10日，門診部擴建為上海市闸北区中心医院。1989年成为閘北区红十字医院。閘北區併入靜安區後改為現名。